# Acapulco Shore (temporada 6)
La sexta temporada de Acapulco Shore, un programa de televisión mexicano con sede en  Acapulco, transmitido por MTV Latinnoamérica. Fue filmada a finales de enero de 2019 en Ciudad de México y comenzó a transmitirse el 30 de abril de ese mismo año. Marca el regreso de Luis Méndez y Talía Loaiza, además presenta a los nuevos miembros del reparto Dania Méndez, Jibranne Bazán, Rocío Sánchez y Xavier Meade. Celia Lora es presentada como Jefa/Boss. Esta es la última temporada en presentar a Brenda Zambrano y Fernando Lozada. Talía abandonó el programa, sin embargo regresó durante la séptima temporada.
Se estrenó el 14 de mayo de 2019 en MTV España.
Es la primera temporada en contar con un miembro masculino del reparto abiertamente LGBT. Anahí ingresó al reality en el séptimo episodio. En el decimocuarto episodio tuvo que dejar el programa luego de que sus compañeros sometieran su estadía a voto. Luego de su salida, denunció por medio de las redes sociales el bullying y racismo que sufrió por parte de algunos de sus compañeros hombres, además también mencionó que la producción del programa nunca intentó impedir esto.
Las antiguas miembros del reparto Danik Michell y Tania Gattas hicieron apariciones a lo largo de la temporada.

## Reparto
Principal:
A continuación los miembros de reparto y su descripción:
- Brenda Zambrano - "Yo soy como el diablo, pero en tacones del 15".
- Dania Méndez - "Borracha, borracha, pero buena muchacha".
- Eduardo "Chile" Miranda - "Ando acá papá, acá".
- Fernando Lozada - "Ya llego el imán de mujeres".
- Jibranne "Jey" Bazán - "Pero de volada cariño".
- Karime Pindter - "No soy una mas, ¡soy la mas perra!".
- Luis "Potro" Caballero - "Una vacaciones sin mi, no son vacaciones".
- Luis "Jawy" Méndez - "Niñas, hay casanova para todas".
- Manelyk "Mane" González - "Vengo al "shento por shento"".
- Manuel Tadeo Fernández - "Abuelo de pocos, papasito de todas".
- Rocío Sánchez - "Las cosas se hacen de tres maneras, a la buena, a la mala y a mi manera".
- Talía Loaiza - "¡A mi, no me ladres perra!".
- Xavier Meade - "Ya llego la emperatriz de la casa".

Recurrente:
A continuación los miembros del reparto no acreditados como principales:
- Anahí Izali.
- Celia Lora
- Danik Michell
- Tania Gattas

### Duración del Reparto
| Nombre   | Episodios | Episodios | Episodios | Episodios | Episodios | Episodios | Episodios | Episodios | Episodios | Episodios | Episodios | Episodios | Episodios | Episodios | Episodios |
| Nombre   | 1         | 2         | 3         | 4         | 5         | 6         | 7         | 8         | 9         | 10        | 11        | 12        | 13        | 14        | 15        |
| Brenda   |           |           |           |           |           |           |           |           |           |           |           |           |           |           |           |
| Chile    |           |           |           |           |           |           |           |           |           |           |           |           |           |           |           |
| Dania    |           |           |           |           |           |           |           |           |           |           |           |           |           |           |           |
| Fernando |           |           |           |           |           |           |           |           |           |           |           |           |           |           |           |
| Jawy     |           |           |           |           |           |           |           |           |           |           |           |           |           |           |           |
| Karime   |           |           |           |           |           |           |           |           |           |           |           |           |           |           |           |
| Mane     |           |           |           |           |           |           |           |           |           |           |           |           |           |           |           |
| Potro    |           |           |           |           |           |           |           |           |           |           |           |           |           |           |           |
| Tadeo    |           |           |           |           |           |           |           |           |           |           |           |           |           |           |           |
| Talía    |           |           |           |           |           |           |           |           |           |           |           |           |           |           |           |
| Xavier   |           |           |           |           |           |           |           |           |           |           |           |           |           |           |           |
| Jey      |           |           |           |           |           |           |           |           |           |           |           |           |           |           |           |
| Anahí    |           |           |           |           |           |           |           |           |           |           |           |           |           |           |           |
| Rocío    |           |           |           |           |           |           |           |           |           |           |           |           |           |           |           |
| -------- | --------- | --------- | --------- | --------- | --------- | --------- | --------- | --------- | --------- | --------- | --------- | --------- | --------- | --------- | --------- |

## Episodios
| N.º (total) | N.º (temp.) | Título                     | Estreno en Latinoamérica |
| ----------- | ----------- | -------------------------- | ------------------------ |
| 64          | 1           | «Comienzan las Vacaciones» | 30 de abril de 2019      |
| 65          | 2           | «Hoy si peleamos...»       | 7 de mayo de 2019        |
| 66          | 3           | «Fiesta de botox»          | 14 de mayo de 2019       |
| 67          | 4           | «Fútbol y Golpes»          | 21 de mayo de 2019       |
| 68          | 5           | «Una noche muy gay»        | 28 de mayo de 2019       |
| 69          | 6           | «La Despedida»             | 4 de junio de 2019       |
| 70          | 7           | «Día de Brujas»            | 11 de junio de 2019      |
| 71          | 8           | «Fiesta en Acapulco»       | 18 de junio de 2019      |
| 72          | 9           | «Una Declaración de Amor»  | 25 de junio de 2019      |
| 73          | 10          | «No era ese tiempo»        | 2 de julio de 2019       |
| 74          | 11          | «El Poliamor»              | 9 de julio de 2019       |
| 75          | 12          | «El Retorno»               | 16 de julio de 2019      |
| 76          | 13          | «La traición de Talía»     | 23 de julio de 2019      |
| 77          | 14          | «Ahora te vas»             | 30 de julio de 2019      |
| 78          | 15          | «El Gran Final»            | 6 de agosto de 2019      |